# Blue Neighbourhood
Albums de Troye Sivan
Wild
(2015) Bloom
(2018)
Singles
1. Wild
Sortie : 3 septembre 2015
2. Fools (promotionnel)
Sortie : 25 septembre 2015
3. Talk Me Down (promotionnel)
Sortie : 15 octobre 2015
4. Youth
Sortie : 13 novembre 2015

Blue Neighbourhood est le premier album studio du chanteur australien Troye Sivan sorti le 4 décembre 2015 sous les labels EMI Music et Capitol Records.
L'album fait suite à l'EP Wild ainsi qu'à la trilogie de clips-vidéos aussi intitulé Blue Neighbourhood, sortis un peu plus tôt la même année et qui servaient d'introduction à la musique et aux thèmes de l'album.

## Caractéristiques et thèmes
Pour l'album, Troye Sivan a travaillé avec les mêmes personnes que pour son précédent EP, Wild. Le thème principal de l'EP, celui de l'amour homosexuel, est aussi très présent dans l'album mais vu que ce dernier contiendra plus de chansons, Troye pourra explorer d'autres thématiques importantes pour lui. Notamment, une première sortie dans un bar gay dans Bite ou sa démarche jusqu'à la révélation de l'homosexualité dans Heaven.

## Promotion
Lors de la promotion de son EP Wild, Troye Sivan révèle que ce dernier servira d'introduction à la musique de l'album. Lors de l'annonce de l'album, il est d'ailleurs révélé que les trois chansons de l'EP formant la trilogie de clips-vidéos Blue Neighbourhood seront présente sur l'album et que les six chansons seront présente sur l'édition deluxe de l'album.
Le 15 octobre 2015, Troye débute sa première tournée mondiale, intitulée Troye Sivan Live. Le même jour, il annonce la sortie de l'album pour le 4 décembre 2015 et la chanson Talk Me Down est annoncée comme single promotionnel.

## Accueil

### Accueil critique
Blue Neighbourhood a reçu généralement des critiques positives. The Guardian attribue la note de 5 étoiles sur 5 en justifiant : « Il est compliqué de trouver une erreur dans Blue Neighbourhood ». Pour Jules LeFevre de Rolling Stone Australie, Troye Sivan livre un album dans l'air du temps. Le critique déplore des platitudes dans les paroles, mais apprécie l'humilité de Sivan.
News apprécie le contenu des paroles qui n'éclipsent pas la sexualité de Sivan. « Sivan n'est pas timide avec les pronoms. Il est sans peur et honnête, une chose rare chez les pop stars ».

## Liste des titres

### Édition standard
| No  | Titre                    | Auteur                                                     | Durée |
| --- | ------------------------ | ---------------------------------------------------------- | ----- |
| 1.  | WILD                     | Troye Sivan, Alex Hope                                     | 3:48  |
| 2.  | FOOLS                    | Troye Sivan, Alex Hope, Philip "Pip" Norman                | 3:40  |
| 3.  | EASE (feat. Broods (en)) | Troye Sivan, Georgia Nott, Caleb Nott                      | 3:34  |
| 4.  | TALK ME DOWN             | Troye Sivan, Leland, Alex Hope, Bram Inscore, Emile Haynie | 3:57  |
| 5.  | COOL                     | Troye Sivan, Alex Hope                                     | 3:21  |
| 6.  | HEAVEN (feat. Betty Who) | Troye Sivan, Alex Hope                                     | 4:21  |
| 7.  | YOUTH                    | Troye Sivan, Alex Hope, Bram Inscore, Leland, Allie X      | 3:05  |
| 8.  | LOST BOY                 | Troye Sivan                                                | 3:43  |
| 9.  | for him. (feat. Allday)  | Troye Sivan, Tom Gaynor                                    | 3:29  |
| 10. | SUBURBIA                 | Troye Sivan                                                | 3:53  |

### Édition deluxe
| 1.  | WILD                     | Troye Sivan, Alex Hope                                                            | 3:48 |
| 2.  | BITE                     | Troye Sivan, Bram Inscore, Brett McLaughlin, Allie X                              | 3:06 |
| 3.  | FOOLS                    | Troye Sivan, Alex Hope, Philip "Pip" Norman                                       | 3:40 |
| 4.  | EASE (feat. Broods (en)) | Troye Sivan, Georgia Nott, Caleb Nott                                             | 3:34 |
| 5.  | THE QUIET                | Troye Sivan, Dann Hume                                                            | 3:46 |
| 6.  | DKLA (feat. Tkay Maidza) | Troye Sivan, Alex Hope, Jean-Christophe Capotorto, Alex Jia-Lih Hiew, Tkay Maidza | 4:16 |
| 7.  | TALK ME DOWN             | Troye Sivan, Leland, Alex Hope, Bram Inscore, Emile Haynie                        | 3:57 |
| 8.  | COOL                     | Troye Sivan, Alex Hope                                                            | 3:21 |
| 9.  | HEAVEN (feat. Betty Who) | Troye Sivan, Alex Hope                                                            | 4:21 |
| 10. | YOUTH                    | Troye Sivan, Alex Hope, Bram Inscore, Leland, Allie X                             | 3:05 |
| 11. | LOST BOY                 | Troye Sivan                                                                       | 3:43 |
| 12. | for him. (feat. Allday)  | Troye Sivan, Tom Gaynor                                                           | 3:29 |
| 13. | SUBURBIA                 | Troye Sivan                                                                       | 3:53 |
| 14. | TOO GOOD                 | Troye Sivan, Alex Hope                                                            | 3:44 |
| 15. | BLUE (feat. Alex Hope)   | Troye Sivan, Alex Hope                                                            | 3:31 |
| 16. | WILD (XXYYXX remix)      | Troye Sivan, Alex Hope                                                            | 3:32 |

## Classements
| Classements (2015)            | Meilleure position |
| ----------------------------- | ------------------ |
| Allemagne (Media Control AG)  | 73                 |
| Australie (ARIA)              | 6                  |
| Belgique (Flandre Ultratop)   | 20                 |
| Belgique (Wallonie Ultratop)  | 140                |
| France (SNEP)                 | 181                |
| Irlande (IRMA)                | 30                 |
| Norvège (VG-lista)            | 17                 |
| Nouvelle-Zélande (RIANZ)      | 9                  |
| Pays-Bas (Mega Album Top 100) | 25                 |
| Suède (Sverigetopplistan)     | 10                 |
| Royaume-Uni (UK Albums Chart) | 43                 |